# Detarium macrocarpum
Detarium macrocarpum är en ärtväxtart som beskrevs av Hermann August Theodor Harms. Detarium macrocarpum ingår i släktet Detarium och familjen ärtväxter. Inga underarter finns listade i Catalogue of Life.